# Futura Vorsorge

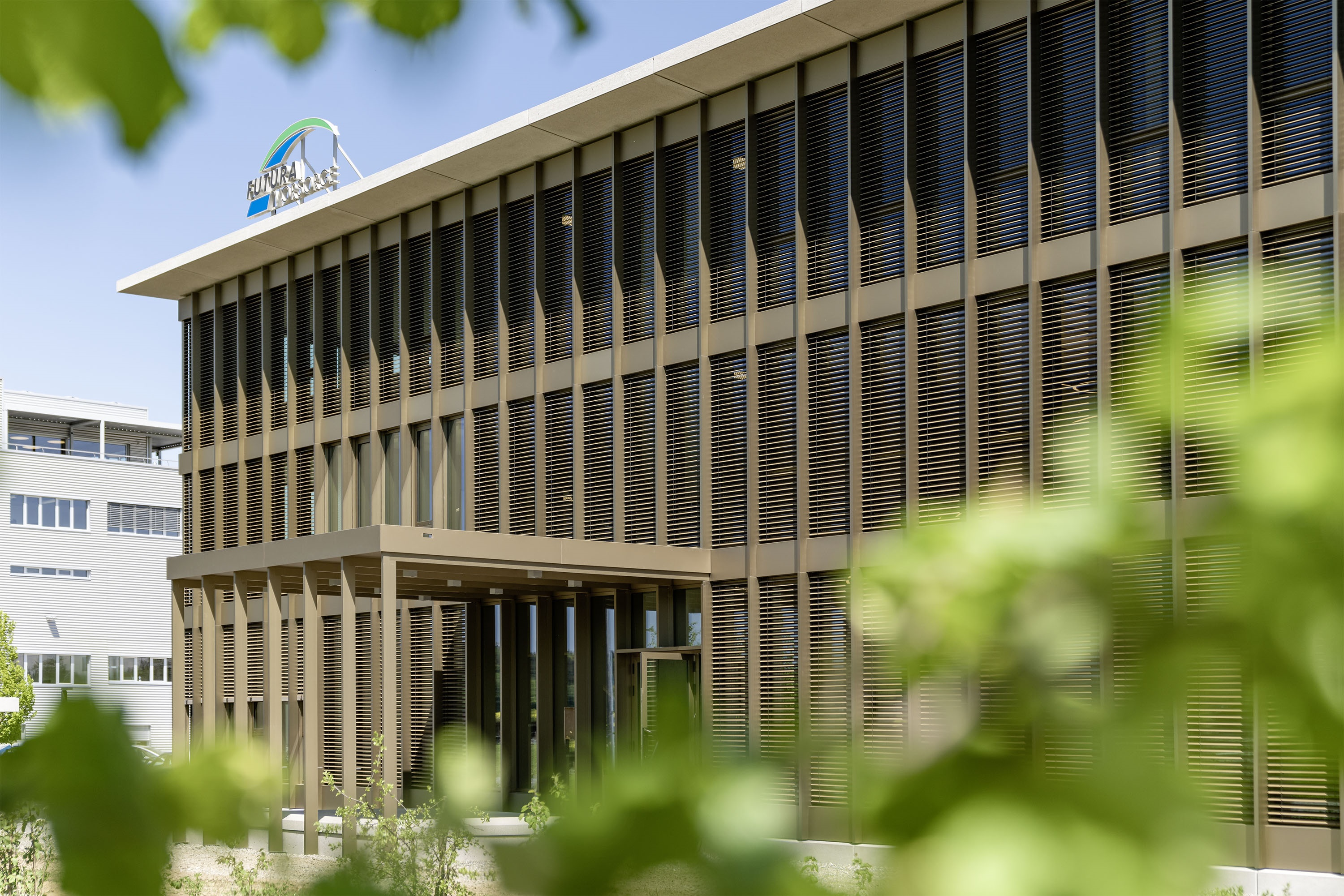
Futura Vorsorge, Gass 2 in Lupfig AG

Die Futura Vorsorge (offiziell: Futura Vorsorgestiftung, Eigenschreibweise FUTURA, nachfolgend «Futura») ist eine unabhängige Schweizer Pensionskasse (Gemeinschaftsstiftung) mit Sitz in Lupfig im Kanton Aargau, Schweiz. Sie bietet  Lösungen im Bereich der beruflichen Vorsorge (2. Säule) für Unternehmen und deren Mitarbeitende an.
Die Futura betreut rund 1'700 kleine und mittlere Unternehmen mit ca. 35'000 Versicherten (Stand 31. Mai 2025). Mit einer Bilanzsumme von 5,3 Mrd. CHF (per 31. Mai 2025) gehört die Futura zu den grösseren Sammel- und Gemeinschaftsstiftungen der Schweiz. Im Zentrum stehen die Sicherheit der Anlagen sowie das Vertrauen und die Zufriedenheit der Versicherten und angeschlossenen Unternehmen. Die Futura war seit der Gründung im Jahr 1958 noch nie in Unterdeckung.

## Geschichte
Die Futura zählt zu den Pionieren der beruflichen Vorsorge in der Schweiz. Sie wurde am 5. Mai 1958 durch vier Treuhandfirmen aus den Regionen Baden, Luzern, St. Gallen und Zürich gegründet. Damals umfasste das Team der Stiftung drei Mitarbeitende und wurde durch die Fluri + Greutert AG (René Weber, Fritz Hinnen und Fred Peter Bracher) im Rahmen eines externen Geschäftsführungs-Mandats geführt.

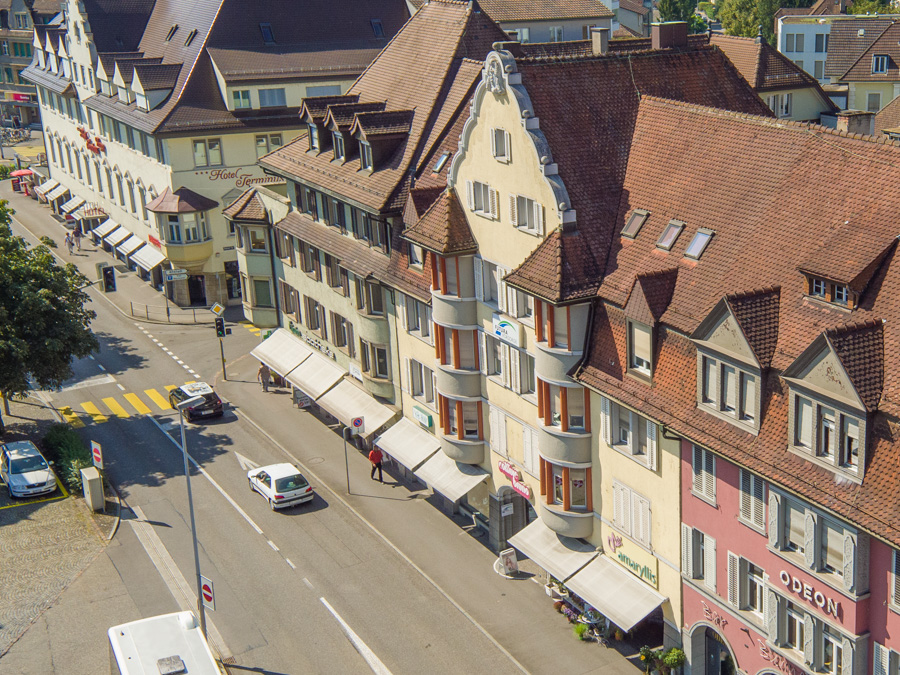
Früherer Geschäftssitz, Bahnhofplatz 9 in Brugg

1963 erfolgte der Kauf der ersten Futura-Liegenschaft in Turgi mit 19 Wohnungen. 1968 betrug die Bilanzsumme der Futura 4 Mio. CHF. Im Jahr 1971 konnte die Futura den 100. Kunden begrüssen, und im Jahr 1975 erwarb die Stiftung die 100. Wohnung. Ebenfalls 1975 begann die Zusammenarbeit der Futura mit der Schweizerischen Volksbank, welche 1993 durch die Credit Suisse übernommen wurde. Damals war die Bilanzsumme der Futura bereits auf 18 Mio. CHF und nur drei Jahre später – im Jahr 1978, als die Futura ihren 1000. Versicherten begrüssen durfte und das 20-jährige Jubiläum feierte –  bereits auf 26 Mio. CHF angestiegen. Die Futura zählte zu diesem Zeitpunkt fünf Mitarbeitende.
1979 erwarb die Futura die Liegenschaft am Bahnhofplatz 9 in Brugg, welche ab August 1986 bis April 2022 als ihr Firmensitz diente. 1985 erreichte die Futura eine Bilanzsumme von 100 Mio. CHF. Drei Jahre später war die Bilanzsumme bereits auf 161 Mio. CHF angestiegen. Anlässlich des 30-Jahre-Jubiläums lud die Futura Kunden zu einem Ausflug nach Gruyère mit anschliessendem Essen ein. Die 30-Jahre-Feier fand im Sternen Würenlingen statt.
Im Jahr 1994 fand eine Gesetzesänderung statt: Selbständigerwerbende ohne Personal dürfen sich nicht mehr einer Sammelstiftung anschliessen. Die Futura musste daraufhin einige Kleinstfirmen ziehen lassen: 4'000 Versicherte mit rund 50 Mio. CHF Kapitalien wurden an die Freizügigkeitsstiftung der CS Columna übertragen. Diese Massnahme führte dazu, dass der Versichertenbestand damals beinahe halbiert wurde.
Im Jahr 1997 erhielt die Futura ein neues Logo. 1998, zum 40-jährigen Bestehen der Futura, war die Bilanzsumme auf 338 Mio. CHF angestiegen. Der Wertschriften- und Immobilien-Ausschuss wurde gegründet. Im Jahr 2001 wurde die erste Website der Futura live geschaltet.
2007 zählte die Futura bereits 9 Mitarbeitende. Das 50-jährige Jubiläum im Jahr 2008 wurde mit 130 Personen auf dem Schloss Lenzburg gefeiert. Im Jahr 2009 fusionierten die Verwaltungsbereiche der NAB2-Sammelstiftung und der Futura. Zu diesem Zeitpunkt zählte die Futura 19 Mitarbeitende. Der erste gemeinsame Vorsorgeanlass mit 300 Gästen fand ebenfalls 2009 statt.
2012 wurde die 1-Mrd.-Bilanzsumme geknackt. Die Futura erreichte Eigenständigkeit – das Personal (zu dieser Zeit 13 Mitarbeitende) wurde direkt der Stiftung angeschlossen. Im Jahr 2013 begrüsste die Futura den 10'000. Versicherten. Im selben Jahr fand eine Namensänderung von «NAB-2 Futura Vorsorge» in «Futura Vorsorge» statt. 2014 folgte der Aufbau der Immobilienabteilung und die Einstellung der ersten KV-Lernenden.
Im Jahr 2015 begrüsste die Futura die erste Frau in der Geschäftsleitung. Zu diesem Zeitpunkt hatte die Futura bereits 500 Wohnungen im Portfolio. Im  Juni 2016 wurde die Futura mit Platz 1 für die «Beste Servicequalität Sammelstiftungen Schweiz» im grossen Pensionskassen-Vergleich der SonntagsZeitung ausgezeichnet.
Im März 2017 folgten zwei weitere Auszeichnungen: Die Futura wurde durch die NZZ am Sonntag zur «sichersten Pensionskasse der Schweiz» gekürt sowie durch die SonntagsZeitung für den «besten technischen Zinssatz / Rang 3 Servicequalität» ausgezeichnet. Ebenfalls im Jahr 2017 begrüsste die Futura den 1'000 Kunden und erreichte die 2-Mrd.-Marke der Bilanzsumme.
2018 wiederum lag die Bilanzsumme bereits bei 2,2 Mrd. CHF. Die Futura bestand zu diesem Zeitpunkt aus 23 Mitarbeitenden und zählte rund 1'200 Kunden mit total 15'000 Versicherten. Die Feier anlässlich des 60-jährigen Jubiläums fand im Emil Frey Classics in Safenwil statt. Im selben Jahr – im Oktober 2018 – wurde die Futura durch Complementa im Risiko-Check-up mit dem Rating A++ bewertet. Im Mai 2020 folgte das zweite A++-Rating durch Complementa.
Am 1. Mai 2022 bezog die Futura mit dem «Cavendum» ihren neuen, nachhaltigen Geschäftssitz in Lupfig. Im Jahr 2023 erlangte die Futura Rang 2 «beste Servicequalität» im Pensionskassenvergleich der SonntagsZeitung.
Zwischen 2024 und 2025 verzeichnete die Futura einen Anstieg der Versichertenanzahl um 19 %. Im Jahr 2025 beläuft sich die Bilanzsumme der Stiftung auf 5,3 Mrd. CHF.

## Stiftungsratspräsidenten
| Name               | Amtsperiode             |
| ------------------ | ----------------------- |
| Werner Greutert    | 1958 – 1961 und 72 – 74 |
| Max Fluri          | 1962 – 1971             |
| Walter Rüegg       | 1975 – 1976             |
| Bruno Bohlhalter   | 1977 – 1982             |
| Urs Grätzer        | 1983 – 1988             |
| Martin Höhener     | 1989 – 1996             |
| Kurt Bächli        | 1997 – 2002             |
| Heinz Kuhn         | 2003 – 2007             |
| Beat Giger         | 2008 – 2009             |
| Walter Studer      | 2010 – 2016             |
| Bernhard Schmocker | 2017 – 2022             |
| Peter Baumgartner  | 2022 – heute            |

## Geschäftsführer
| Name                                  | Amtsperiode  |
| ------------------------------------- | ------------ |
| Fluri + Greutert AG (externes Mandat) | 1958 – 1969  |
| Heinz Schmocker                       | 1970 – 1991  |
| Josef Brunner                         | 1992 – 2011  |
| Rolf Lüscher                          | 2012 – heute |

## Leistungen
Die Futura bietet individuelle Vorsorgelösungen  an. Sie bezweckt, die Arbeitnehmer und Arbeitgeber der ihr angeschlossenen Unternehmen nach Massgabe ihrer Reglemente gegen die wirtschaftlichen Folgen des Erwerbsausfalles infolge von Alter, Tod und Invalidität zu schützen.
Die Futura erbringt Leistungen nach den Vorschriften über die obligatorische berufliche Vorsorge und bietet auch Vorsorgepläne an, welche die Minimalvorschriften des Gesetzes übersteigen. Die Stiftung kann durch Beschluss des Stiftungsrates auch Leistungen zugunsten der Versicherten und deren Angehörigen in besonderen Notlagen erbringen.

## Nachhaltigkeit
Die Futura Vorsorgestiftung verfolgt seit 2022 eine  Nachhaltigkeitsstrategie, die auf einer ganzheitlichen Betrachtung der ESG-Kriterien (Environment, Social, Governance) basiert. Ziel ist es, langfristig tragfähige Werte zu schaffen, ohne sich von kurzfristigen politischen oder wirtschaftlichen Trends leiten zu lassen. Der Fokus liegt auf Bereichen, die direkt beeinflussbar sind, wobei ein pragmatischer Ansatz verfolgt wird: Nachhaltigkeit wird nicht um ihrer selbst willen betrieben, sondern weil sie ökologisch und ökonomisch sinnvoll ist.
Ein zentrales Element der Strategie ist die transparente Kommunikation über getroffene Massnahmen und deren Wirkung. Die Stiftung orientiert sich dabei an den Empfehlungen des Schweizerischen Pensionskassenverbands (ASIP) und veröffentlicht jährlich einen Nachhaltigkeitsbericht. Dieser dokumentiert Fortschritte in Bereichen wie nachhaltige Kapitalanlagen, verantwortungsvolle Unternehmensführung und soziale Verantwortung als Arbeitgeberin.

## Standort
Der Hauptsitz der Futura Vorsorge befindet sich an der Gass 2, 5242 Lupfig, Aargau, Schweiz. Die Stiftung ist im Handelsregister des Kantons Aargau eingetragen und wird von einem 10-köpfigen Stiftungsrat geführt.

## Rechtsgrundlagen
Die gesetzlichen Grundlagen bilden das Bundesgesetz über die berufliche Alters-, Hinterlassenen- und Invalidenvorsorge, das Bundesgesetz über die Freizügigkeit in der beruflichen Alters-, Hinterlassenen- und Invalidenvorsorge sowie die dazugehörigen Verordnungen. Zu den Grundlagen zählt zudem das Vorsorgereglement der Futura Vorsorge.

## Anlagestrategie
Strategische Vermögensaufteilung (Stand 1. Januar 2025):
| 1 %  | Liquidität          |
| 30 % | Obligationen        |
| 35 % | Aktien              |
| 23 % | Immobilien          |
| 10 % | Infrastruktur       |
| 1 %  | Alternative Anlagen |

## Organisation
Oberstes Organ ist der Stiftungsrat. Dieser setzt sich paritätisch aus je fünf Arbeitgeber- und Arbeitnehmervertretern zusammen und wird jeweils für vier Jahre von den ebenfalls paritätisch aus Arbeitgeber- und Arbeitnehmervertretern zusammengesetzten Personalvorsorgekommissionen gewählt. Die operative Führung obliegt der Geschäftsleitung.